# Jatimelati
Jatimelati is een bestuurslaag in het regentschap Kota Bekasi van de provincie West-Java, Indonesië. Jatimelati telt 20.598 inwoners (volkstelling 2010).